# Q-X
Q-X(きゅーくす)は、大阪府大阪市に拠点を置く、有限会社フリーフルソフトのアダルトゲームブランド。
浪速区日本橋に拠点を置き、社員二人という超少人数と、少人数にもかかわらず外部発注をほとんど当てにしない職人気質で、非常にゆったりとした開発ペースながらも留まることなく活動中。また、現在の倫理上ではタブーとされている近親相姦に対する独自の哲学をゲーム中に盛り込むことでも、一部には非常に有名である。
ブランド名は茉森晶の晶からquartzの、亜方逸樹の逸からexcellentの、それぞれの頭文字をとってQ-Xと付けられた。

## 幸福荘
Q-Xの拠点は昭和の臭いを色濃く残すアパート「幸福荘」(こうふくそう)。しばしば聞かれるスタッフの貧乏話や苦労話と相まって、その皮肉めいたネーミングがある種の涙を誘う。
2023年に明け渡されている。

## スタッフ
- 茉森晶：代表、監督、脚本、歌詞、その他
- 亜方逸樹：原画、CG、背景、その他

## 発売ゲーム一覧
- 2001年10月05日  - たいせつなうた 〜恋する夢歌姫〜
- 2003年6月27日  - こころナビ
- 2006年6月23日  - 姫さま凛々しく!
- 2009年12月25日  - 幻月のパンドオラ
- 2015年10月30日  - こころリスタ!